# Michel Samson
Michel Samson (* 1945 in den Niederlanden) ist ein amerikanischer Geiger und Bratscher niederländischer Herkunft, der zunächst als Improvisationsmusiker in der Band von Albert Ayler bekannt wurde, bevor er eine klassische Karriere machte.

## Leben und Wirken
Samson genoss eine klassische Geigenausbildung; Yehudi Menuhin war einer seiner Mentoren. Im Amsterdamer Concertgebouw holte ihn 1965 Ornette Coleman zu seinem Trio auf die Bühne. Er zog in die USA, um am Curtis Institute of Music in Philadelphia zu studieren. Im April 1966 stellt er sich Ayler vor, der ihn in sein Quintett holte. Dem Jazzbuch zufolge hat er „in die Band des Saxophonisten Albert Ayler nicht nur eine folkloristische Note getragen, sondern schuf auch mit Doppel- und Tripelgriffen, Arpeggien, Flageoletts und Pizzicati zerrende, rasende Texturen, die sich radikal von den Konventionen der Jazzgeschichte verabschiedeten.“
Mit ihm spielte er sowohl auf der Europatournee im Herbst 1966 (Albert Ayler Quintet 1966: Berlin, Lörrach, Paris & Stockholm. Revisited sowie Lost Performances 1966, revisited) als auch in den Vereinigten Staaten, was ebenfalls auf Tonträgern dokumentiert ist (wie In Greenwich Village oder La Cave Live Cleveland 1966 revisited). Der letzte gemeinsame Auftritt war auf dem Newport Jazz Festival 1967. Auch spielte er bei John Handy und arbeitete, vermittelt durch John Hammond als Studiomusiker.
Zurück in den Niederlanden war er von 1981 bis 1985 im Hilversumer Rundfunkorchester als Erster Bratscher beschäftigt. Auch war er 1983 als Solist gemeinsam mit dem Metropole Orkest an der Uraufführung von Rob Pronks Rondo en Passacaglia beteiligt. Weiterhin arbeitete Samson bei Willem Breuker, mit dem er 1985 Filmmusiken zu Spielfilmen von Freek de Jonge einspielte (Album De Bedevaart & Kkkomediant). Im selben Jahr nahm er als Bratscher eine Professur an der University of Louisville an, die er 15 Jahre innehielt. 1987 interpretierte er in Amsterdam mit Rian de Waal, Joan Berkhemer und Nadia David das Klavierquartett in g-Moll von Brahms, das für den Rundfunk mitgeschnitten und wiederholt gesendet wurde. Seit 1997 war er in Louisville (Kentucky) auch als Geigenhändler tätig.